# Саули, Лоренцо
Лоренцо Саули (итал. Lorenzo Sauli; Генуя, 1535 — Генуя, 1601) — дож Генуэзской республики.

## Биография
О фигуре Лоренцо Саули сохранилось очень мало информации. Вероятно, он был родом из Генуи и происходил из семьи Саули, служил на различных государственных должностях. Он был женат на Аурелии Саули, дочери Паскуале Саули, представителя другой ветви рода Саули.
«Новая» знать Генуи добилась избрания Саули дожем 22 февраля 1599 года, 82-м в истории республики. Эту должность он занимал до 21 февраля 1601 года. По окончании мандата он получил пост пожизненного прокурора.
В том же году Саули был убит Дженезио Гропалло, сыном чесальщика шерсти, который по приказу дожа Агостино Дориа был впоследствии обезглавлен вместе со Джироламо Россо. Саули стал первым дожем, похороненным в церкви Санта-Мария-Ассунта в Кариньяно.